# David James
David Benjamin James (Welwyn Garden City, Inglaterra, 1 de agosto de 1970) es un exfutbolista inglés. Jugaba en la posición de portero y su primer equipo fue el Watford F. C. Apodado "Calamity", por sus frecuentes errores, es el cuarto jugador con más partidos disputados en la Premier League, con 572 partidos. Es además el segundo portero que más veces ha dejado su portería a cero, después de Petr Čech y tiene el récord de penaltis parados en la Premier.

## Selección nacional
David James debutó en 1997 en un amistoso contra México, cuando aún era jugador del Liverpool F. C., de la mano del entrenador Glenn Hoddle.
James tuvo que ser suplente de David Seaman hasta que éste fue apartado por un error en un partido contra Macedonia, momento en el que James obtuvo la titularidad. James disputaría como titular la Eurocopa 2004.
En septiembre de 2004, un error de James contra Austria le costó la titularidad ante Paul Robinson. James formaría parte de la selección inglesa durante los dos próximos años, siendo suplente en la Copa Mundial de 2006. Tras dicho Mundial, el nuevo entrenador, Steve McClaren, decidió apartar a los veteranos del equipo, como Sol Campbell, David Beckham o el propio James. Durante la era McClaren, numerosos guardametas se disputaron la titularidad: Paul Robinson, Scott Carson y James. Tras la marcha de McClaren, Fabio Capello llegó como entrenador, el cual le devolvió la confianza a James. Éste fue muy crítico con McClaren y el trato que dio este a los porteros.
El 18 de junio de 2010, en la Copa Mundial de 2010, se convirtió en el debutante mundialista más veterano hasta la fecha (con 39 años y 321 días) en un encuentro ante Argelia, después de obtener la titularidad tras un fallo clamoroso de Robert Green en el partido anterior contra Estados Unidos.

### Participaciones en Copas del Mundo
| Copa              | Sede                | Resultado        | Partidos | Goles |
| ----------------- | ------------------- | ---------------- | -------- | ----- |
| Copa Mundial 2002 | Corea del Sur Japón | Cuartos de final | 0        | 0     |
| Copa Mundial 2006 | Alemania            | Cuartos de final | 0        | 0     |
| Copa Mundial 2010 | Sudáfrica           | Octavos de final | 3        | -4    |

### Participaciones en Eurocopas
| Copa          | Sede     | Resultado        | Partidos | Goles |
| ------------- | -------- | ---------------- | -------- | ----- |
| Eurocopa 2004 | Portugal | Cuartos de final | 4        | -6    |

## Estadísticas

### Clubes

#### Como jugador
| Club | Div.          | Temporada     | Liga  | Liga  | Copas nacionales(1) | Copas nacionales(1) | Copa de la Liga(2) | Copa de la Liga(2) | Torneos internacionales(3) | Torneos internacionales(3) | Otros(4) | Otros(4) | Total | Total |
| Club | Div.          | Temporada     | Part. | Goles | Part.               | Goles               | Part.              | Goles              | Part.                      | Goles                      | Part.    | Goles    | Part. | Goles |
| --- | ------------- | ------------- | ----- | ----- | ------------------- | ------------------- | ------------------ | ------------------ | -------------------------- | -------------------------- | -------- | -------- | ----- | ----- |
| Watford F. C. Inglaterra | 2.ª           | 1990-91       | 46    | 0     | 1                   | 0                   | 2                  | 0                  | —                          | —                          | 0        | 0        | 49    | 0     |
| Watford F. C. Inglaterra | 2.ª           | 1991-92       | 43    | 0     | 1                   | 0                   | 4                  | 0                  | —                          | —                          | 1        | 0        | 49    | 0     |
| Watford F. C. Inglaterra | Total club    | Total club    | 89    | 0     | 2                   | 0                   | 6                  | 0                  | —                          | —                          | 1        | 0        | 98    | 0     |
| Liverpool F. C. Inglaterra | 1.ª           | 1992-93       | 29    | 0     | 0                   | 0                   | 1                  | 0                  | 1                          | 0                          | —        | —        | 31    | 0     |
| Liverpool F. C. Inglaterra | 1.ª           | 1993-94       | 14    | 0     | 0                   | 0                   | 0                  | 0                  | —                          | —                          | —        | —        | 14    | 0     |
| Liverpool F. C. Inglaterra | 1.ª           | 1994-95       | 42    | 0     | 7                   | 0                   | 8                  | 0                  | —                          | —                          | —        | —        | 57    | 0     |
| Liverpool F. C. Inglaterra | 1.ª           | 1995-96       | 38    | 0     | 7                   | 0                   | 4                  | 0                  | 4                          | 0                          | —        | —        | 53    | 0     |
| Liverpool F. C. Inglaterra | 1.ª           | 1996-97       | 38    | 0     | 2                   | 0                   | 4                  | 0                  | 8                          | 0                          | —        | —        | 52    | 0     |
| Liverpool F. C. Inglaterra | 1.ª           | 1997-98       | 27    | 0     | 1                   | 0                   | 5                  | 0                  | 4                          | 0                          | —        | —        | 37    | 0     |
| Liverpool F. C. Inglaterra | 1.ª           | 1998-99       | 26    | 0     | 2                   | 0                   | 0                  | 0                  | 5                          | 0                          | —        | —        | 33    | 0     |
| Liverpool F. C. Inglaterra | Total club    | Total club    | 214   | 0     | 19                  | 0                   | 22                 | 0                  | 22                         | 0                          | —        | —        | 277   | 0     |
| Aston Villa F. C. Inglaterra | 1.ª           | 1999-00       | 29    | 0     | 5                   | 0                   | 5                  | 0                  | —                          | —                          | —        | —        | 39    | 0     |
| Aston Villa F. C. Inglaterra | 1.ª           | 2000-01       | 38    | 0     | 3                   | 0                   | 1                  | 0                  | 4                          | 0                          | —        | —        | 46    | 0     |
| Aston Villa F. C. Inglaterra | Total club    | Total club    | 67    | 0     | 8                   | 0                   | 6                  | 0                  | 4                          | 0                          | —        | —        | 85    | 0     |
| West Ham United F. C. Inglaterra | 1.ª           | 2001-02       | 26    | 0     | 3                   | 0                   | 0                  | 0                  | —                          | —                          | —        | —        | 29    | 0     |
| West Ham United F. C. Inglaterra | 1.ª           | 2002-03       | 38    | 0     | 2                   | 0                   | 2                  | 0                  | —                          | —                          | —        | —        | 42    | 0     |
| West Ham United F. C. Inglaterra | 2.ª           | 2003-04       | 27    | 0     | 1                   | 0                   | 3                  | 0                  | —                          | —                          | —        | —        | 31    | 0     |
| West Ham United F. C. Inglaterra | Total club    | Total club    | 91    | 0     | 6                   | 0                   | 5                  | 0                  | —                          | —                          | —        | —        | 102   | 0     |
| Manchester City F. C. Inglaterra | 1.ª           | 2003-04       | 17    | 0     | —                   | —                   | —                  | —                  | —                          | —                          | —        | —        | 17    | 0     |
| Manchester City F. C. Inglaterra | 1.ª           | 2004-05       | 38    | 0     | 1                   | 0                   | 0                  | 0                  | —                          | —                          | —        | —        | 39    | 0     |
| Manchester City F. C. Inglaterra | 1.ª           | 2005-06       | 38    | 0     | 5                   | 0                   | 1                  | 0                  | —                          | —                          | —        | —        | 44    | 0     |
| Manchester City F. C. Inglaterra | Total club    | Total club    | 93    | 0     | 6                   | 0                   | 1                  | 0                  | —                          | —                          | —        | —        | 100   | 0     |
| Portsmouth F. C. Inglaterra | 1.ª           | 2006-07       | 38    | 0     | 2                   | 0                   | 1                  | 0                  | —                          | —                          | —        | —        | 41    | 0     |
| Portsmouth F. C. Inglaterra | 1.ª           | 2007-08       | 35    | 0     | 6                   | 0                   | 1                  | 0                  | —                          | —                          | —        | —        | 42    | 0     |
| Portsmouth F. C. Inglaterra | 1.ª           | 2008-09       | 36    | 0     | 3                   | 0                   | 1                  | 0                  | 5                          | 0                          | 1        | 0        | 46    | 0     |
| Portsmouth F. C. Inglaterra | 1.ª           | 2009-10       | 25    | 0     | 4                   | 0                   | 0                  | 0                  | —                          | —                          | —        | —        | 29    | 0     |
| Portsmouth F. C. Inglaterra | Total club    | Total club    | 134   | 0     | 15                  | 0                   | 3                  | 0                  | 5                          | 0                          | 1        | 0        | 158   | 0     |
| Bristol City F. C. Inglaterra | 2.ª           | 2010-11       | 45    | 0     | 1                   | 0                   | 0                  | 0                  | —                          | —                          | —        | —        | 46    | 0     |
| Bristol City F. C. Inglaterra | 2.ª           | 2011-12       | 36    | 0     | 1                   | 0                   | 1                  | 0                  | —                          | —                          | —        | —        | 38    | 0     |
| Bristol City F. C. Inglaterra | Total club    | Total club    | 81    | 0     | 2                   | 0                   | 1                  | 0                  | —                          | —                          | —        | —        | 84    | 0     |
| AFC Bournemouth Inglaterra | 3.ª           | 2012-13       | 19    | 0     | 0                   | 0                   | —                  | —                  | —                          | —                          | —        | —        | 19    | 0     |
| ÍBV Vestmannæyjar Islandia | 1.ª           | 2013          | 17    | 0     | 2                   | 0                   | —                  | —                  | 4                          | 0                          | —        | —        | 23    | 0     |
| Kerala Blasters F. C. India | 1.ª           | 2014          | 12    | 0     | —                   | —                   | —                  | —                  | —                          | —                          | —        | —        | 12    | 0     |
| Total carrera | Total carrera | Total carrera | 817   | 0     | 60                  | 0                   | 44                 | 0                  | 35                         | 0                          | 2        | 0        | 958   | 0     |
| (1) Incluye datos de la FA Cup y Copa de Islandia. (2) Incluye datos de la Copa de la Liga de Inglaterra. (3) Incluye datos de la Recopa de Europa, Copa de la UEFA, Copa Intertoto y Liga Europa. (4) Incluye datos de la Full Members Cup y Community Shield. |               |               |       |       |                     |                     |                    |                    |                            |                            |          |          |       |       |

#### Como entrenador
| Club                        | Año           | Estadísticas | Estadísticas | Estadísticas | Estadísticas | Estadísticas |
| Club                        | Año           | PD           | G            | E            | P            | G%           |
| --------------------------- | ------------- | ------------ | ------------ | ------------ | ------------ | ------------ |
| Kerala Blasters F. C. India | 2014          | 17           | 6            | 4            | 7            | 35.29        |
| Kerala Blasters F. C. India | 2018          | 24           | 6            | 9            | 9            | 25.00        |
| Total carrera               | Total carrera | 41           | 12           | 13           | 16           | 29.27        |

## Palmarés

### Campeonatos nacionales
| Título          | Club             | País       | Año  |
| --------------- | ---------------- | ---------- | ---- |
| Copa de la Liga | Liverpool F. C.  | Inglaterra | 1995 |
| FA Cup          | Portsmouth F. C. | Inglaterra | 2008 |

### Distinciones individuales
| Distinción                      | Año              |
| ------------------------------- | ---------------- |
| Mejor portero del Torneo Toulon | 1991             |
| PFA Team of the Year            | 1992, 1996, 2008 |